# Rekinkowate

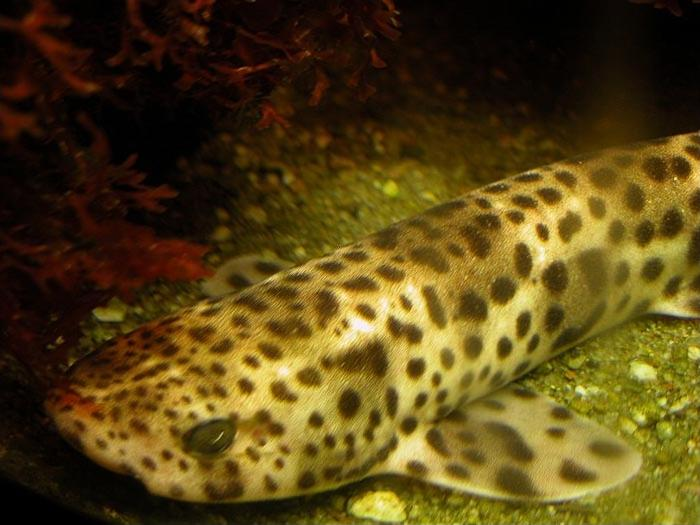
Scyliorhinus stellaris

Rekinkowate, rekinowate (Scyliorhinidae) – rodzina drapieżnych, choć niewielkich i mało ruchliwych ryb chrzęstnoszkieletowych, najstarsza rodzina w obrębie rzędu żarłaczokształtnych (Carcharhiniformes).

## Zasięg występowania
Wody oceaniczne i morskie o wysokim zasoleniu, w strefie umiarkowanej i tropikalnej, rzadko na szelfach strefy tropikalnej.

## Cechy charakterystyczne

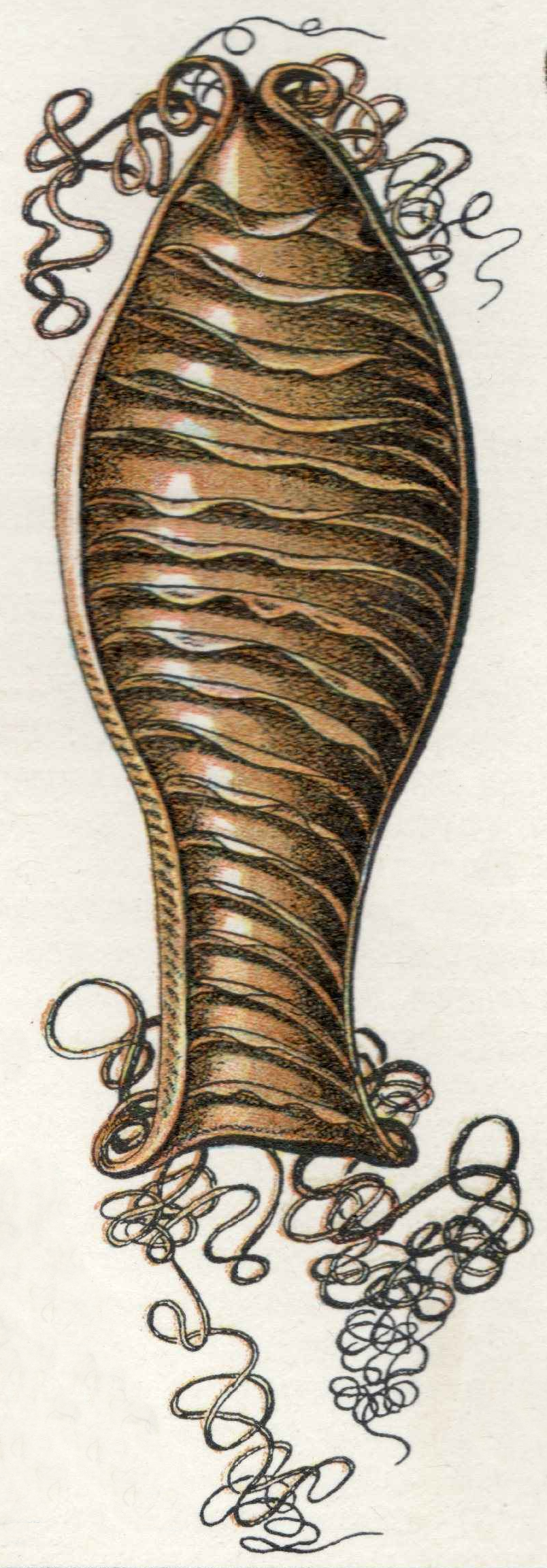
Jajo Scyliorhinus sp.

Ciało wydłużone, smukłe, o ubarwieniu kontrastowym i bogatym w desenie, zwykle nie przekracza 80 cm długości. Oczy wysoko położone, z prymitywnie zbudowaną przesłoną migawkową. Występują tryskawki. Piąta szczelina skrzelowa znajduje się u nasady płetwy piersiowej. Dwie małe płetwy grzbietowe bez kolców. Większość gatunków jest jajorodna, składają jaja w półprzezroczystych, podłużnych kapsułach przyczepianych do roślin, kilka gatunków jajożyworodnych. Żywią się głównie bezkręgowcami i małymi rybami. Zajmują niewielkie areały osobnicze, niektóre gatunki są endemitami.

## Klasyfikacja
Rodzaje zaliczane do tej rodziny:
- Cephaloscyllium Gill, 1862
- Poroderma Smith, 1838
- Scyliorhinus Blainville, 1816